# Ulica Feliksa Szrajbera w Olsztynie
Ulica Szrajbera – ulica na obrzeżach osiedla Podgrodzie w Olsztynie, będąca przedłużeniem ulicy Pieniężnego, którą łączy z placem Roosevelta. Ulica jest dwujezdniowa. Przy końcu ulicy Szrajbera (początek ulicy Pieniężnego) znajduje się Park Zamkowy i most św. Jakuba nad rzeką Łyną.
Nazwę ulica zawdzięcza księdzu Feliksowi Szrajberowi lub Schreiberowi (1857 – 1889), walczącemu o polskość na Warmii, który założył Związek Towarzystw Młodzieżowych – prężną organizację katolicką, mającą własną gazetę – „Życie Młodzieży”

## Historia ulicy
Za czasów Prus Wschodnich, ulica nazywała się Friedrichstraße. Plac u zbiegu ulicy Szrajbera i ulicy Knosały (dawniej Garten-Straße – czyli ulica Ogrodowa) nosił od roku 1892 nazwę Stadthof-Platz, po drugiej wojnie światowej nie nadano temu placu żadnej nazwy.
W budynku po zachodniej stronie znajdowała się siedziba władz rejencji olsztyńskiej. Po II wojnie do przebudowanego budynku wprowadził się Urząd Bezpieczeństwa Publicznego. Po 1989 roku został zajęty przez Wydział Humanistyczny Wyższej Szkoły Pedagogicznej. Obecnie znajdują się tu prawie wszystkie instytuty i katedry Wydziału Nauk Społecznych i Wydziału Sztuki UWM (poza pedagogicznym).

## Komunikacja
Przy ulicy Szrajbera, znajduje się przystanek autobusów miejskich przy którym stają autobusy jadące tylko w kierunku Śródmieścia. Na przystanku zatrzymują się autobusy następujących linii (w tym jedna podmiejska i dwie nocne): 101, 105, 107, 109, 111, 113, 116, 128, 136, 309, N01 oraz N02.